# Caio Mario Garrubba
Caio Mario Garrubba, né le 19 décembre 1923 à Naples et mort le 3 mai 2015  à Spolète) est un photographe italien.

## Biographie
Caio Mario Garrubba nait à Naples dans une famille de la bonne bourgeoisie calabraise. Son grand-père est professeur à l'université et son père est chirurgien. De 1941 à 1947, il entreprend des études de médecine, puis d'histoire et de philosophie. En 1946, il s'inscrit au Parti communiste. En 1947, il décide d'abandonner ses études universitaires et commence à travailler à Rome dans des journaux syndicaux de la Confédération générale italienne du travail.
En 1952, il repart pour l'Espagne, équipé d'un appareil photo Rolleiflex, où il prend ses premières photos qui seront publiées dans l'hebdomadaire Il Mondo. Il commence ainsi sa carrière de photo-reporter. La même année il fonde avec Franco Pinna (it),  Plinio De Martiis, Pablo Volta (it) et Nicola Sansone le collectif  « Photographes associés », qui sera dissous en 1954 à cause de difficultés économiques.
En 1957, Caio Mario Garrubba est le second photographe occidental autorisé à entrer en Chine après Henri Cartier-Bresson. Il a également beaucoup travaillé dans les anciens pays de l'Est et dans tout son travail s'est avant tout intéressé au quotidien des gens « normaux ».
En 1962, il épouse à Varsovie Alla Evgrafovna Folomietova (9 novembre 1931 - 4 janvier 2019)  qui a reçu le 27 décembre 1990 l'Ordre du Mérite Commendatore de la République italienne et qui l'accompagnera tout au long de sa vie.
Caio Mario Garrubba meurt à Spolète le 3 mai 2015 à l'âge de 91 ans.
« Non lavora di moda, né per la moda, non lavora troppo spesso per i giornali, egli osserva e ogni tanto lo coglie quell’attimo fulmineo che coincide con il suo occhio e fotografa »
—  Goffredo Parise

« Il ne travaille pour répondre à une mode, ni pour la mode, il ne travaille pas souvent pour les journaux, il observe, et parfois il capture cet instant fugace qui frappe son œil et photographie »

## Expositions

### Expositions personnelles
- 1961 : Un punto di vista, Galleria La Tartaruga, Rome
- 1963-1964 : Sguardo sulla Cina, Pesaro, Palerme, Gênes, Rome
- 1969 : Caio Carrubba, Moscou
- 1969 : Caio Carrubba, Vilnius, Lituanie
- 1970 : New! York City Transit System, Galleria La Tartaruga, Rome
- 1973 : Napoli d‘inverno, Villa Pignatelli, Naples
- 1988 : Caio Carrubba, Moscou, URSS
- 1988 : Dal punto di vista, Leningrad
- 1988 : Caio Garrubba, Vilnius, Lituanie
- 1992 : Uno & Due, Punto Eggi / Eggi di Spoleto, Spolète
- 2005 : Arte contemporanea, Centro commerciale Cinecittà 2, Rome

### Expositions collectives
- 1965 : 1re Weltausstellung der Photographie, Allemagne
- 1967 : The Camera as Witness, Canada
- 1968 : Photokina, Cologne
- 1968 : 2e Weltausstellung der Photographie, Allemagne
- 1973 : 3e Weltausstellung der Photographie, Allemagne
- 1978-1979 : Per una storia del fotogiornalismo in Italia Milan, Turin, Palerme, Sorrente
- 1981-1982 : L ‘informazione negata, Bari, Cagliari, Milan
- 1983 : participe au Premio Scanno — Scanno (AQ)
- 1990 : Il mondo dei fotografi, Istituto nazionale per la grafica, Rome
- 2005 : Il fotogiornalismo in Italia 1945-2005, Linee di tendenza e percorsi, Palazzo Bricherasio, Turin, Milan, Cagliari, Montpellier
- 2006 : Pogrom a Leapoli 1941, Punto Eggi / Eggi di Spoleto, Spolète
- 2010 : La fotografia in Italia, Centro internazionale di Fotografia, Milan

### Expositions posthumes
- 2015 : La Calabria di Caio Carrubba, Festival del Peperoncino, Diamante
- 2016 : Il mondo di Caio M. Garruba, Punto Eggi / Eggi di Spoleto, Spolète
- 2017 : CAIO MARIO GARRUBBA. I cinesi nel 1959, Brescia Photo Festival, Brescia
- 2019: Lontano. Caio Mario Garrubba. Fotografie. La Galleria Nazionale, Rome

## Récompenses et distinctions
- 1965 : 1er prix international de la photographie (ex-equo), Gênes